# La Houssaye
La Houssaye es una localidad y comuna francesa situada en la región de Alta Normandía, departamento de Eure, en el distrito de Bernay y cantón de Beaumont-le-Roger.

## Demografía
| 95 | 86 | 83 | 123 | 157 | 183 |
| Para los censos de 1962 a 1999 la población legal corresponde a la población sin duplicidades (Fuente: INSEE [Consultar]) |    |    |     |     |     |